# Škoda Superb II
Škoda Superb II er den i marts 2008 på Geneve Motor Show introducerede anden generation af Škoda Superb. Bilens tekniske komponenter er hentet fra Volkswagen. Dog benyttes ikke længere platformen fra Volkswagen Passat B5 (PL45) med langsliggende motor, men derimod PQ46-platformen fra Passat B6 og Passat CC med tværliggende motor. Den anden generation er dermed hovedsageligt vokset i kabinemålene og kan dermed indordnes i den øvre mellemklasse. Frem for alt kvaliteten og de benyttede materialer er forbedret i forhold til forgængeren. Sedanmodellen, kaldet Twindoor, har nu ligesom Octavia en stor bagklap.
Salget af den nye Superb begyndte i starten af juli 2008.
På Frankfurt Motor Show 2009 introduceredes en klassisk stationcar som ekstra karrosserivariant, som kom på markedet i januar 2010 med samme motorprogram som Twindoor, på nær 1,9 TDI.
På Auto Shanghai 2009 introduceredes "Superb Hao Rui" til det kinesiske marked.

## Teknik
Ud over de fem- og sekstrins manuelle gearkasser kan 1,8 TSI-benzinmotoren og begge 2,0 TDI-dieselmotorerne fås med dobbeltkoblingsgearkasse (DSG), som er standardudstyr på 2,0 TSI og 3,6 FSI VR6. Firehjulstræk fås som ekstraudstyr til 1,8 TSI og 2,0 TDI, mens det er standardudstyr på VR6.
En teknisk nyhed er Adaptive Frontlight System (AFS) med kurve-, bøje- og motorvejslys, som fås som ekstraudstyr og som tilpasser lyskeglen og forlygternes hældning til den aktuelle køresituation. Derudover findes der et nyt, automatisk klimaanlæg, en automatisk parkeringsstyreassistent og op til ni airbags. Derudover kan modellen fås med Volkswagens navigationssystem med touchscreen kaldet RNS 510.
Bagklappen på Superb Twindoor kan åbnes i to trin: Dels kan kun bagagerumsklappen åbnes for at lægge mindre genstande i bagagerummet. Derudover er der mulighed for at åbne hele bagklappen med bagrude og dermed få større adgang til bagagerummet, som kan rumme 565 til 1670 liter.
- Bagfra
- Škoda Superb Combi (2010−)
- Interiør
- Skrifttræk på forlygte

## Sikkerhed
I Euro NCAPs kollisionstest fik Superb II i 2008 fem ud af fem mulige stjerner. Ved vurdering af personsikkerheden for voksne fik den testede bil 90% og for børn 81% af det maksimalt mulige pointtal. For fodgængersikkerhed fik bilen 50% point, og det standardmonterede sikkerhedsudstyr blev belønnet med 71% af det maksimalt mulige pointtal.

## Motorer
Alle motorversioner er monteret pladsbesparende på tværs og stammer fra Volkswagen-koncernens øvrige modelprogram.
De firehjulstrukne modeller er udstyret med Volkswagen-koncernens 4Motion-system: Forhjulene trækkes altid, mens baghjulene ved behov tilkobles gennem en elektronisk styret Haldexkobling.
| Model         | Cylindre | Ventiler | Slagvolume cm³ | Max. effekt kW (hk) / omdr. | Max. drejningsmoment Nm / omdr. | Motorkode   | Topfart km/t | Byggeår     |
| ------------- | -------- | -------- | -------------- | --------------------------- | ------------------------------- | ----------- | ------------ | ----------- |
| Benzinmotorer |          |          |                |                             |                                 |             |              |             |
| 1.4 TSI       | 4        | 16       | 1390           | 92 (125) / 5000             | 200 / 1500 − 4000               | CAXC        | 201          | 2008 −      |
| 1.8 TSI       | 4        | 16       | 1798           | 112 (152) / 4300 − 6200     | 250 / 1500 − 4200               |             | 216          | 2009 −      |
| 1.8 TSI       | 4        | 16       | 1798           | 118 (160) / 5000 − 6200     | 250 / 1500 − 4200               | BZB         | 220          | 2008 − 2011 |
| 1.8 TSI       | 4        | 16       | 1798           | 118 (160) / 4500 − 6200     | 250 / 1500 − 4500               | CDAA        | 220          | 2008 −      |
| 2.0 TSI       | 4        | 16       | 1984           | 147 (200) / 5100 − 6000     | 280 / 1700 − 5000               | CCZA        | 236          | 2010 −      |
| 3.6 FSI       | 6        | 24       | 3597           | 191 (260) / 6000            | 350 / 2500 − 5000               | CDVA        | 250          | 2010 −      |
| Dieselmotorer |          |          |                |                             |                                 |             |              |             |
| 1.6 TDI (CR)  | 4        | 16       | 1598           | 77 (105) / 4400             | 250 / 1500 − 2500               | CAYC        | 189          | 2010 −      |
| 1.9 TDI (PD)  | 4        | 8        | 1896           | 77 (105) / 4000             | 250 / 1900                      | BLS         | 190          | 2008 − 2010 |
| 2.0 TDI (PD)  | 4        | 8        | 1968           | 103 (140) / 4000            | 320 / 1800 − 2500               | BMP         | 207          | 2008 − 2010 |
| 2.0 TDI (CR)  | 4        | 16       | 1968           | 103 (140) / 4200            | 320 / 1750 − 2500               | CBAB / CFFB | 208          | 2010 −      |
| 2.0 TDI (CR)  | 4        | 16       | 1968           | 125 (170) / 4200            | 350 / 1750 − 2500               | CBBB / CFGB | 222          | 2008 −      |

## Modeller og udstyrsvarianter

### GreenLine
Modellen GreenLine, som både findes som Twindoor og Combi, er en spareversion udstyret med 1,6 TDI commonrail-dieselmotoren. Motoren yder 77 kW (105 hk) og har et CO2-udslip på ca. 114 g/km. Meget af ekstraudstyret fås ikke til GreenLine.

### Comfort
Udstyrsvarianten Comfort omfatter bl.a. ESP og ABS, klimaanlægget Climatic, knæairbag til føreren, tågeforlygter og kørecomputer.

### Ambiente
Denne udvidede udstyrsvariant omfatter udover Comfort-udstyret bl.a. klimaanlægget Climatronic, cd-afspiller og opvarmede forsæder.

### Elegance
Elegance er den højeste og dyreste udstyrsvariant med bl.a. bi-xenon-kurvelys (til 9/2010), læderkabine (til 9/2010), 17" alufælge og multifunktionsrat.
- Škoda Superb Combi Elegance
- Panorama-glastag (blik bagud)